# Мътница (квартал)
Вижте пояснителната страница за други значения на Мътница.
Мътница е квартал на град Шумен, разположен на около 8,6 км източно от центъра на града.

## География
Кварталът е разположен на магистралата от Шумен за Варна, на 9,5 км от град Каспичан, има пътища за селата: Мадара (5,1 км), Царев брод (6,4 км), както и черен път който води до квартал Макак.

## Етимология
Наименованието „Мътница“ е от 1934 г., преименувано с МЗ 2820/14.08.1934 г. и е превод на неговото турско име от „bulanik“ – „Мътен“. Според някои местни жители името трябва да се свърже с турската дума bulanik, но с друго значение – „намерен“, откъдето за кратко време през 1935 г. кварталът е бил преименуван в Найденово. Такова е било и името на жп гарата, намираща се на 2 км от кв. Мътница.

## История
Най-ранни сведения за съществуването на Буланък откриваме в пътеписа на Руджер Божкович, „Дневник на едно пътуване“, написан през 1640 г. и издаден през 1772 г.
Старото българско село е горяло на няколко пъти. Най-старото село е било в местността „Юртлука“ на левия бряг на реката. Там са били и гробищата с каменните кръстове, които са извадени и употребени за строеж на по-късно построените къщи. На сегашното място пак е имало село, което е горяло. Намерени са основи на къщи, заринати кладенци и други следи. През 1854 г. тук се заселват татари от Крим и основават наново селото. През 1877 г. то е имало 49 къщи. През 1821 г. се заселва Митю Събев Митев от село Адъмово – Дряновско; той е бил в Америка 5 години в Илинойс (Колорадо). След него идват от същото село още 4 семейства (1924), а през 1930 г. Стефан Янакиев от село Еле-Гене (Тракия). След като биват изгонени от Тракия, отиват в село Калино, Строзагорско, оттам в село Еркенджии Софийско. После в село Сенаплии – Елховско до 1922 г. и оттам в село Покрован (Ивайловградско), Тополов град, село Царев брод ?(Ендже) и през 1930 г. Идват и от Еленско (село Константин), живеели в Кабиюк 7 години и после дошли тук през 1932 г. Има пришълци и от село Козлодуй, Оряховско. През 1928 – 30 г. се заселват 7 семейства от Раковица, семейство от село Киреево, през 1939 г. идват от Белоградчишко, село Калугер и село Влахович, от село Върбица – 1931 г. и 5 семейства от село Зимевица – 1942 г. Татарите са се изселили в Турция 20 къщи за един път през 1927/28 г. и най-много през 1938/39 г. Главното занятие на населението е било земеделие, каменарство и малко дюлгерство. В околността на селото има само една махала. Ровът около селото е правен за първоначалното ЖП трасе от Шумен за Каспичан. Вода за пиене се е взимало само от кладенец. Всеки си е имал в двора кладенец, обаче не във всички водата е за пиене, знаело се е, че сладка е била водата в долната част на махалата. Селото е било полусъбрано, с каменни дворове и къщи, защото кариерата е наблизо. Имало е един бакалин, две кръчми, нова пристройка към читалището и старо училище. Важното шосе Шумен – Варна е минавало през селото.
През 1929 г. държавата построява 9 тухлени къщи за тракийските изселници. Раздават им дворни места и ги оземляват с по 30 – 40 дка земя. Първият регулационен план е през 1928 г. и къщите се построяват край сегашното шосе посока село Царев брод. Вторият регулационен план е през 1934 – 35 г. Събарят се каменните пътеки и се оформят широки улици.
Изповядват източно-православното християнско изповедание.
Наименованието „Мътница“ е от 1934 г., преименувано с МЗ 2820/14.08.1934 г. и е превод на неговото турско име от „bulanik“ – „Мътен“. Според някои местни жители името трябва да се свържи с тур. дума bulanik, но с друго значение – „намерен, – о „, откъдето за кратко време през 1935 г. селото е било преименувано в Найденово. Такова е било и името на жп гарата, намираща се на 2 км от кв. Мътница.
Село Мътница е присъединено към гр. Шумен и превърнато в квартал с указ 45/20 януари 1978 г.

## Икономика
В близост до квартала се намират: Институт по семена и захарно цвекло, Семепроизводствено стопанство „Ендже“/ „Проф. Иван Иванов“, Кариера „Мътница“, Жп гара „Мътница“; „KAI Group“, който е сред най-големите производители на керамични плочки; „Алкомет“ АД, – един от водещите производители на алуминиеви валцови и пресови изделия на Балканския полуостров и единствената по рода си компания на територията на Република България, Индустриален парк „Шумен“.
В самия квартал свое място за развиване на дейността си са намерили множество малки земеделски стопанства; една по-голяма земеделска компания-ПКК „Зора“; „Барни“ ЕООД – фирма с повече от 20 години опит в международния транспорт и логистиката, Красимир Стойчев ЕООД – фирма производител на бетонови изделия.

## Култура

### Църква
В началото на 2009 година в квартала е направена първа копка за строеж на православния храм „Рождество на Св. Йоан Кръстител“. За изграждането и изографисването на храма помагат хора от цялата духовна околия, от страната и чужбина. Община Шумен безвъзмездно предоставя терена и подпомага градежа, а дарителите са стотици знайни и незнайни, помогнали с парични средства, материали и труд. Финансови средства също са дарени и от Дирекция „Вероизповедания“ при МС. Православният храм отваря врати за своите енориаши на 05.09.2015 г. Варненският и Великопреславски Митрополит Йоан го освещава.

### Училище
През 1926 г. се открива училище. Първи учители в него са Гичо Тотев Рачков и Мара Кърджиева, дошли от с. Янтра, Габровско и татарина Риза. Първоначално училището е било татарско, а по-късно – смесено. Помещавали се в една стая, а по-късно – в две.
До 1978 г. децата в по-горни класове учат в с. Мадара. През 1979 г. се изгражда ново училище, в което се обучават начални класове. През 1990 г., поради намален брой деца учащи, училището се закрива. Днес децата ученици от квартала учат в различни училища на гр. Шумен и в основното училище в с. Царев Брод.

### Читалище
Народно читалище „Отец Паисий 1929“ е създадено през 1929 г. / годината присъства в наименованието му/. Създадено с 25 члена и 500 книги. През годините дейността му е разнообразна и то е неизменна част от живота на жителите. Имало е фолклорни певчески и танцови, както и театрален състави. Читалището е основен културен и социален център на кв. Мътница.